# The Jigsaw Murders
The Jigsaw Murders (conocida en Argentina como Rompecabezas para un crimen) es una película de acción, crimen y misterio de 1989, dirigida por Jag Mundhra, que a su vez la escribió junto a Allen B. Ury, musicalizada por Kevin Klingler y Bob Mamet, en la fotografía estuvo Howard Wexler, los protagonistas son Chad Everett, Michelle Johnson y Michael Sabatino, entre otros. El filme se estrenó el 25 de julio de 1989.

## Sinopsis
Un dedicado policía tiene que hallar a un homicida en serie que tiene como objetivo a las modelos eróticas antes de que su hija, que también trabaja en ese negocio, sea la siguiente víctima del criminal.